# Front rouge (poème)
Pour les articles homonymes, voir Front rouge.
Front rouge est un poème écrit par Louis Aragon en 1931, publié dans la revue Littérature de la Révolution mondiale, puis dans le recueil Persécuté persécuteur. 

## Parution et réception
Le poème paraît d'abord seul, dans le dernier numéro de 1931 de la revue Littérature de la Révolution mondiale. Le numéro est saisi par la police et Aragon inculpé d'incitation à la désobéissance et de provocation au meurtre. André Breton rédige alors le tract L'Affaire Aragon pour défendre son ami. L'Humanité désavoue cependant le poème d'Aragon. Les communistes dans leur ensemble restent peu sensibles au surréalisme. André Breton écrit alors le texte Misère de la poésie, pour revendiquer l'autonomie de la poésie. Cependant, Aragon ne se reconnaît pas dans le texte de Breton et signifie sa rupture avec lui dans L'Humanité du 10 mars 1932,.
Aragon est revenu sur ces positions affirmant son regret de ne pas avoir "coupé cette main droite" qui avait rédigé ce poème[réf. nécessaire].  

## Éditions
- Louis Aragon, Persécuté persécuteur, Paris, Stock, 1998.
- Louis Aragon, L'œuvre poétique, t. I, livre I, Paris, Messidor/Livre Club Diderot, 1989.
- Louis Aragon (préf. Jean Ristat), Œuvres poétiques complètes, t. I, Gallimard, édition publiée sous la direction d'Olivier Barbarant avec la collaboration de Daniel Bougnoux, François Eychart, Marie-Thérèse Eychart, Nathalie Limat-Letellier et Jean-Baptiste Para, coll. « Bibliothèque de la Pléiade », 2007.
- Louis Aragon, in "Fronts rouges", Les cahiers du Boudoir (n°3), édition établie par Lucille Valomet et Alex Delusier, 2019.